# Armadillidium vallombrosae
Armadillidium vallombrosae là một loài chân đều trong họ Armadillidiidae. Loài này được Verhoeff miêu tả khoa học năm 1907.